# Franz Erwein von Schönborn-Wiesentheid

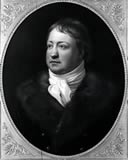
Franz Erwein von Schönborn-Wiesentheid

Franz Erwein Graf von Schönborn-Wiesentheid (* 7. April 1776 in Mainz; † 5. Dezember 1840 in Frankfurt am Main) war ein deutscher Kunstsammler und Politiker.

## Biografie
Franz Erwein entstammte dem Adelsgeschlecht Schönborn und wurde geboren als der Sohn des aus Aschaffenburg stammenden k.k. Kammerherren und Wirklichen Geheimen Rates Hugo Damian Erwein Franz von Schönborn (1738–1817), sowie dessen Gattin Maria Anna geb. Gräfin Stadion zu Thannhausen und Warthausen (1746–1817).
Ab 1792 studierte er Jura an der Universität Würzburg. 1802 heiratete er Fernandine Gräfin von Westphalen aus Hildesheim (1781–1813), Tochter des kaiserlichen Gesandten Clemens August von Westphalen, und übernahm den Fideikommiss der Schönborn-Besitzungen im Reich. 1806 erfolgte im Rahmen der Mediatisierung die Übergabe der Grafschaft Wiesentheid an das Königreich Bayern.
Franz Erwein von Schönborn widmete sich in der Folge hauptsächlich der Verwaltung seiner fränkischen Landgüter und der Weinanbaugebiete im Rheingau. 1811 zog er mit seiner Familie nach München, 1812 lernte er den bayerischen Kronprinzen Ludwig kennen, begann sich als Kunstsammler zu betätigen und schloss Kontakte mit bedeutenden Künstlern. Er bekleidete den Rang eines bayerischen Generalmajors.
Nach dem Tod seiner Gattin (1813) zog Graf Schönborn auf Schloss Gaibach. Dieses ließ er zwischen 1800 und 1830 umbauen und umgab es mit einem Englischen Park, in dem er der 1818 dem Königreich Bayern von König Max I. Joseph verliehenen Verfassung ein Denkmal setzte, die sogenannte Gaibacher Konstitutionssäule, entworfen von seinem Bekannten Leo von Klenze. Den 1828 vollendeten Konstitutionssaal des Schlosses malten auf Klenzes Vorschlag zwei Schüler von Peter von Cornelius aus, nämlich Carl Heinrich Hermann und Jakob Götzenberger. Die Kunstsammlung, die Franz Erwein von Schönborn zusammentrug, war zu ihrer Zeit – neben der König Ludwigs I. – die bedeutendste Sammlung zeitgenössischer Kunst im süddeutschen Raum.
Als bayerischer Standesherr gehörte Graf Schönborn von 1819 bis zu seinem Tode der Kammer der Reichsräte des Königreichs Bayern an. Zeitweise fungierte er als Vizepräsident des Reichsrates, in welcher Funktion er die Kammer 1819, bei der Beerdigung von Anton Eggstein, dem ersten verstorbenen bayerischen Landtagsabgeordneten, vertrat.
Gemäß herzoglich nassauischem Edikt vom 29. Oktober 1831 wurde Franz Erwein von Schönborn-Wiesentheid erbliches ernanntes Mitglied der ersten Kammer der nassauischen Landstände. In den Jahren von 1832 bis 1837 nahm er sein Mandat wahr.

## Familie
Schönborn heiratete am 29. Juli 1802 Die Gräfin Ferdinanda Isabella von Westphalen zu Fürstenberg (* 18. Oktober 1781; † 11. August 1813). Das Paar hatte mehrere Kinder:
- Hugo Damian Erwein (* 25. Mai 1805; † 29. April 1865) ⚭ 1833 Gräfin Sophie von und zu Eltz gen. Faust von Stromberg (* 20. Februar 1814; † 24. Dezember 1902)
- Maria Anna (* 31. Januar 1809; † 26. Juni 1856) ⚭ 1840 Maximilian von Loë (* 15. Juni 1801; † 5. Mai 1850)
- Klemens August Emmerich  (* 8. Oktober 1810; † 24. August 1877) ⚭ 1838 Gräfin Irene Batthyány de Németujvár (* 30. Dezember 1812; † 25. April 1891)
- Franz (* 27. Juli 1813; † 8. April 1844)